# Shane Filan
Shane Steven Filan (Sligo, 5 luglio 1979) è un cantante irlandese.
È anche leader della band Westlife.
Filan è uno dei quattro (in passato cinque) membri dei Westlife, assieme a Kian Egan, Mark Feehily e Nicky Byrne.

## Biografia
Shane Steven Filan nacque il 5 luglio 1979 a Sligo, città principale dell'omonima contea, da Mae e Peter Filan. Il più giovane di sette figli, ha tre fratelli e quattro sorelle: Finbarr, Peter Jr, Yvonne, Liam, Denise e Mairead. I suoi genitori acquistarono un locale a Sligo, chiamato Carlton Cafe, e Shane iniziò a lavorarci come cameriere.
Filan frequentò il Summerhill College, una scuola cattolica, insieme a Kian Egan e Mark Feehily. I tre parteciparono ad un musical scolastico dedicato a Grease, a circa 12 anni.
L'Hawkswell Theatre divenne una parte significante delle loro carriere e, essendo un grande ammiratore di Michael Jackson, Shane apprese il moonwalk.

## Vita privata
Fidanzato fin dall'adolescenza con Gillian Walsh (cugina di Kian Egan), i due si sposano il 28 dicembre del 2003 a Ballintubber Abbey, in Irlanda. Gillian ha partorito la loro prima figlia, Nicole Rose, il 23 luglio 2005. Il 15 settembre 2008 è nato Patrick Michael, il loro secondo figlio, mentre il 5 luglio 2009 (giorno del trentesimo compleanno di Shane) la coppia ha annunciato di aspettare il loro terzo figlio: Shane Peter Filan nasce il 22 gennaio 2010.

## Discografia solista
Album
2013 - You and Me
2015 - Right Here
2017 - Love Always